# María Auxiliadora Rosales Solís
María Auxiliadora Rosales Solís (Managua, 20 de agosto de 1960) es una lingüista y profesora universitaria nicaragüense.

## Biografía
Inició su trayectoria académica en la Licenciatura en Ciencias de la Educación en la Universidad Nacional Autónoma de Nicaragua (UNAN). Más tarde, cursó el Máster en Lingüística en la Universidad Central de Las Villas en Santa Clara, Cuba y el Doctorado en Lingüística en la Universidad Nacional de Costa Rica (UNA). En esta última universidad obtuvo el grado con la investigación Atlas lingüístico de Nicaragua: Nivel fonético, bajo la asesoría del lingüista Miguel Ángel Quesada. La publicación de este trabajo le valió el Premio Real Academia Española 2009 de investigación filológica.
El 21 de agosto de 2012 accedió como académica de número a la Academia Nicaragüense de la Lengua y posteriormente fue designada como Secretaria de su Junta de Gobierno para el periodo 2016-2021.
Ha desempeñado su carrera docente en la UNAN, como profesora de lingüística, y de forma ocasional en la Universidad Centroamericana. Actualmente coordina el Departamento de Lingüística del Departamento de Español de la UNAN-Managua.

## Publicaciones
- Rosales Solís, María Auxiliadora (2009). Atlas lingüístico de Nicaragua: Nivel fonético (análisis geolingüístico pluridimensional). Managua: Academia Nicaragüense de la Lengua. ISBN 9789992459980.